# La Flic chez les poulets
Série La Flic
La poliziotta
(1974) La Flic à la police des mœurs
(1979)
Pour plus de détails, voir Fiche technique et Distribution.
 La Flic chez les poulets (La poliziotta fa carriera) est une comédie érotique italienne réalisée par Michele Massimo Tarantini en 1976.

## Synopsis
Le rêve de Gianna est de rentrer dans la police, elle passe et rate les tests d'embauche mais finit par y être admise par piston. Toutes ses missions se déroulent de façon catastrophique, mais elle parvient néanmoins à faire arrêter un gros bonnet de la drogue. Et alors que le ministre de l'intérieur veut la décorer lors d'une cérémonie officielle, l'assistance est perturbée par la présence d'une perruche évadée de sa cage et que son propriétaire veut récupérer.

## Fiche technique
- Titre original : La poliziotta fa carriera
- Titre français : La Flic chez les poulets
- Réalisation : Michele Massimo Tarantini
- Scénario : Francesco Milizia, Marino Onorati (it), Michele Massimo Tarantini
- Musique : Pulsar
- Photographie : Giancarlo Ferrando (it)
- Genre : Comédie érotique
- Durée : 87 minutes
- Langue : italien
- Année de sortie : 
  -  Italie : 12 février 1976
  -  France : 18 juin 1978

## Distribution
- Edwige Fenech : Gianna Amicucci
- Gigi Ballista : Questore Moretti
- Alvaro Vitali : Agente Tarallo
- Mario Carotenuto : commissaire Antinori
- Gianfranco D'Angelo : Onorevole Mannello
- Michele Gammino (it) : Cecè
- Giuseppe Pambieri (it) : Dr. Alberto Moretti
- Riccardo Garrone : Federico Innocenti
- Francesco Mulè : Alfredo Amicucci, le père de Gianna
- Gastone Pescucci (it) : Tonino er mammola
- Nello Pazzafini : Mojefuma
- Gino Pagnani : un ami de Cecè
- Jimmy il Fenomeno : Chanteur rock
- Fortunato Arena : l'homme qui tombe dans la fontaine

### Voix italien
- Vittoria Febbi : Gianna Amicucci
- Vittorio Stagni (it) : Agente Tarallo
- Glauco Onorato : Mojefuma

## Autour du film
- Le film est sorti en DVD chez BAC films en 2007.